# Beverly Sills
Beverly Sills, rođena kao Belle Miriam Silverman (New York, 25. svibnja 1929. - New York, 2. srpnja 2007.), bila je američka sopranistica.
Rođena je u Brooklynu u obitelji istočnoeuropskih Židova. Od malih nogu otkrivala je svoje pjevačko umijeće, toliko da je vrlo mlada pjevala u nekim televizijskim i radijskim emisijama. Sa sedam godina počela je pohađati poduku od Estelle Liebling, poznate učiteljice pjevanja. Godine 1937. glumila je u kratkom filmu „Uncle Solves It”, iz kojeg je preuzela umjetničko ime Beverly Sills.
Debi na pozornici, nakon određenog sudjelovanja na radijskim koncertima, bio je 1945. s operetama Gilberta i Sullivana. Operni debi dogodio se 1947., kada je igrala Frasquitu u Carmen s opernom družinom iz Philadelphije.
U narednom razdoblju, nakon što je prošla kroz teške ekonomske poteškoće zbog očeve smrti, nastupa s privatnim opernim trupama, debitirajući u ulogama Micaele u „Carmen”, Violette u „Traviati”, Elene u „Mefistofeleu”, do 1955., kada je ušla u Operu u New Yorku. Ubrzo je postala referentna pjevačica njujorškog kazališta. Debitirala je u ulozi Rosalinde u „Šišmišu” i započela dugi niz uspješnih nastupa: 1962. „Manon”, 1964.Kraljica noći]u „Čarobnoj fruli”, 1966. Kleopatra u reprizi „Julija Cezara”.
Također je imala značajne nastupe u drugim velikim sjevernoameričkim kazalištima (Metropolitan, San Francisco, Boston), u prestižnim europskim dvoranama (La Scala, Teatro San Carlo u Napulju, La Fenice u Veneciji, Royal Opera House u Londonu, Bečka državna opera) i u Teatro Colon u Buenos Airesu.
S pozornice se povukla 1980. s oproštajnim recitalom u New Yorku. Prethodne godine postala je suredateljica, a potom je bila isključivo odgovorna za to do 1989. Godine 1987. objavila je svoju autobiografiju. Od 1994. do 2002. bio je predsjednica Lincoln centra u New Yorku, a kasnije i Metropolitan Operu do 2005. godine.
Umrla je od raka u 78. godini nakon duže bolesti.